# Fluorovodonična kiselina
Fluorovodonična kiselina (HF) je rastvor fluorovodonika u vodi. Ona je značajan izvor fluora i prekurzor brojnih lekova kao što su fluoksetin (Prozak) i mnoštva drugih materijala, npr.  (Teflon). Fluorovodonična kiselina je visoko korozivna. Ona ima sposobnost rastvaranja mnogih materijala, a posebno oksida. Njena sposobnost rastvaranja stakla je poznata od 17-tog veka, čak i pre nego što je pripremana u velikim količinama. Zbog svoje visoke reaktivnosti sa staklom i umerene reaktivnosti sa metalima, ona se obično čuva u plastičnim kontejnerima (mada je politetrafluoroetilen u manjoj meri propustan za nju).
Gas fluorovodonik gas je izuzetno otrovan. On može instantno i trajno da ošteti pluća i rožnjače oka. Vodeni rastvori (fluorovodonične kiseline) su kontaktni-otrovi sa potencijalom da uzrokuju duboke, mada u početku bezbolne opekotine, koje kasnije dovode do izumiranja tkiva. Putem ometanja telesnog metabolizam kalcijuma, koncentrovana kiselina može da izazove sistemsku toksičnost. To može da kulminira do srčanog udara i smrti, nakon što u kontakt dođe samo 160 cm² kože.

## Kiselost
Fluorovodonična kiselina se klasifikuje kao slaba kiselina zato što ima nižu konstantu disocijacije od jakih kiselina. Ona se jonizuje u vodenom rastvoru na način sličan drugim kiselinama:
Ona je jedina halovodonična kiselina koja se ne smatra jakom kiselinom, i.e. ona nije potpuno jonizovana u vodenim rastvorima.
Kada je koncentracija HF približi 100%, kiselost dramatično raste kao posledica sledeće ravnoteže:
Bifluoridni (FHF−) anjon se stabilizuje veoma jakom vodoničnom vezom između vodonika i fluora.

## Produkcija
Fluorovodonična kiselina se proizvodi tretiranjem minerala fluorita (CaF2) sa koncentrovanom sumpornom kiselinom. Kad se kombinuju na 265 °, ove dve supstance reaguju i formira se vodonik fluorid i kalcijum sulfat pream sledećoj hemijskoj jednačini:
Mada je fluorit podesan prekurzor i glavni izvor svetske HF produkcije, HF se isto tako proizvodi kao nusproizvod produkcije fosforne kiseline, koja je izvedena iz minirala apatita. Izvori apatita tipično sadrže male količine fluoroapatita, čijim kiselinskim rastvaranjem se oslobađaju pare koje sadrže sumpor dioksid (iz ), vode, i HF, kao i veće čestice. Nakon separacije iz čvrstog materijala, gasovi se tretiraju sumpornom kiselinom i oleumom čime se formira anhidratni HF. Usled korozivne prirode HF, produkcije ovog gasa je praćena rastvaranjem silikatnih minerala, i na taj način se formiraju znatne količine heksafluorosilicilne kiseline.

## Upotreba
Fluorovodonična kiselina ima mnoštvo primena u industriji i istraživanjima. Ona se koristi kao početni materijal ili intermedijer u industrijskoj hemiji, rudarstvu, rafinaciji, proizvodnji stakla, proizvodnji silicijumskih čipova, i kao sredstvo za čišćenje.

### Prerada nafte
U standardnom procesu prerade nafte poznatom kao alkilacija, izobutan se alkiluje sa alkenima niske molekulske težine (prvenstveno smešom propilena i butilena) u prisustvu jake kiseline kao katalizatora izvedenog iz fluorovodonične kiseline. Katalizator protonuje alkene (propilen, butilen) čime se formiraju reaktivni karbokatjoni, koji alkiliraju izobutan. Reakcija se izvodi pri blagim temperaturama (0 i 30 °) u dva stupnja.

### Produkcija organofluorinskih jedinjenja
Glavna upotreba fluorovodonične kiseline je u organofluorinskoj hemiji. Mnoga organofluorska jedinjenja se pripremaju koristeći HF kao izvor fluora, uključujući teflon, fluoropolimere, fluorougljenike, i rashladna sredstva kao što je freon.

### Produkcija fluorida
Neorganska fluoridna jedinjenja se u velikim količinama uglavnom pripremaju iz fluorovodonične kiseline. Najzastupljeniji su , kriolit, i , aluminijum trifluorid. Istopljena smeša tih čvrstih jedinjenja služi kao visokotemperaturni rastvarač u produkciji metalnog aluminijuma. Zbog zabrinutosti u pogledu uticaja fluorida na životnu sredinu, alternativne tehnologije se istražuju. Neki od drugih neorganskih fluorida koji se pripremaju iz fluorovodonične kiseline su natrijum fluorid i uranijum heksafluorid.

### Agens za graviranje i čišćenje
U preradi metala, fluorovodonična kiselina se koristi kao nagrizajući agens za uklanjanje oksida i drugih nečistoća sa nerđajućih i ugljeničnih čelika zbog njene ograničene sposobnosti da rastvara čelik. Ona se koristi u poluprovodničkoj industriji kao glavna komponenta pri Rajtovom i puferovanom oksidnom graviranju, koje se koristi za čišćenje silikonskih vafera. Na sličan način ona se koristi za graviranje stakla putem reakcije sa silicijum dioksidom čime se formiraju gasoviti ili u vodi rastvorni silicijumski fluoridi. Ona se isto tako može koristiti za poliranje stakla.
Gel sa 5% do 9% fluorovodonične kiseline se isto tako koristi za pripremu svih keramičkih zubnih restoracija radi poboljšanja vezivanja. Iz sličnih razloga je razblažena fluorovodonična kiselina komponenta kućnih sredstava za uklanjanje rđe, u perionicama automobila se koristi kao komponenta „sredstva za čišćenje točkova”, ona nalazi primenu u keramičkim i tekstilnim inhibitorima rđe, i u sredstvima za uklanjanje vodenih mrlja. Zbog njene sposobnosti da rastvara okside gvožđa kao i na silicijumu bazirane kontaminante, fluorovodonična kiselina se koristi u produkciji bojlera koji proizvode paru visokog pritiska.

### Specijalizovane primene
Fluorovodonična kiselina ima sposobnost rastvaranja većine oksida i silikata, iz kog razloga je korisna pri rastvaranju uzoraka stena (obično u prahu) pre analize. Na sličan način se ova kiselina koristi u kiselinskoj maceraciji za ekstrahovanje organskih fosila iz silikatnih stena. Fosilizovane stene se mogu direktno uroniti u ovu kiselinu, ili se može primeniti celulozno nitratni film (rastvoren u amil acetatu), koji prijanja na organske komponente i omogućava rastvaranje stene koja ih okružuje.

## Zdravlje i bezbednost
Osim što je visoko korozivna tečnost, fluorovodonična kiselina je isto tako moćan kontaktni otrov. Usled njene sposobnosti da penetrira tkivo, do trovanja lako dolazi izlaganjem kože ili očiju, ili ako se udiše ili proguta. Simptomi izloženosti fluorovodoničnoj kiselini možda neće biti odmah vidljivi, i to može da pruži lažnu sigurnost žrtvama, uzrokujući odlaganje lečenja. Uprkos toga što ima iritirajući zadah, HF može da dosegne opasne nivoe bez uočljivog mirisa. HF ometa funkcije nerva, što znači da opekotine inicijalno ne moraju biti bolne. Slučajne izloženosti mogu proći nezapaženo, odlažući tretman i povećavajući obim i ozbiljnost povrede. Simptomi HF izlaganja obuhvataju iritaciju očiju, kože, nosa i grla, opekline oka i kože, rinitis, bronhitis, akutni edem pluća (nakupljanje fluida u plućima), i oštećenja kostiju.
Kada se jednom apsorbuje u krv kroz kožu, HF reaguje sa kalcijumom u krvi i može da izazove srčani zastoj. Opekotine sa površinama većim od 160 cm² (25 kvadratnih inča) mogu potencijalno da uzrokuju ozbiljnu sistemsku toksičnost usled promena nivoa kalcijuma u krvi i tkivu. U telu, fluorovodonična kiselina reaguje sa sveprisutnim biološki važnim jonima 2+ i 2+. Formiranje nerastvornog kalcijum fluorida je predloženo kao etiologija za precipitativni pad serumskog kalcijuma i za jak bol povezan sa toksičnošću tkiva. U nekim slučajevima, izlaganje može da dovede do hipokalcemije. Stoga se izlaganje fluorovodoničnoj kiselini obično tretira sa kalcijum glukonatom, izvorom 2+ koji odvaja fluoridne jone.  hemijske opekotine se mogu tretirati vodenim ispiranjem i 2,5% gelom kalcijum glukonata ili specijalnim rastvorima za ispiranje. Međutim, usled brze apsorpcije HF, medicinski tretman je neophodan; samo ispiranje nije dovoljno. Pokazalo se da su intra-arterijske infuzije kalcijum hlorida veoma efektivne pri tretiranju opekotina.
Vodonik fluorid se formira sagorevanjem mnogih jedinjenja koja sadrže fluor, kao što su produkti koji sadrže Viton i politetrafluoroetilen (Teflon) delove. Hidrofluorougljenici u sistemima automatske supresije požara mogu da oslobode vodonik fluorid pri visokim temperaturama, i to je dovelo do smrtnih slučajeva usled akutne respiratorne insuficijencije kod vojnog osoblja kad bi granate na raketni pogon pogodile sistem supresije požara u njihovim vozilima. Fluorovodonična kiselina može da bude oslobođena iz vulkana, morskih slanih aerosola, i pri varenju ili industrijskim procesima.

## Literatura
- Hoffman, Robert S. (2007). Goldfrank's Manual of Toxicologic Emergencies. New York: McGraw-Hill Professional. стр. 1333. ISBN 978-0-07-150957-2..</ref> U nekim slučajevima, izlaganje može da dovede do hipokalcemije. Stoga se izlaganje fluorovodoničnoj kiselini obično tretira sa kalcijum glukonatom, izvorom 2+ koji odvaja fluoridne jone.  hemijske opekotine se mogu tretirati vodenim ispiranjem i 2,5% gelom kalcijum glukonata<ref name="pmid2741315">el Saadi MS, Hall AH, Hall PK, Riggs BS, Augenstein WL, Rumack BH (1989). „Fluorovodonična kiselina dermal exposure”. Vet Hum Toxicol. 31 (3): 243—7. PMID 2741315.
- Harris, Daniel C. (2010). Quantitative Chemical Analysis (8th international изд.). New York: W. H. Freeman. стр. AP14. ISBN 978-1-4292-6309-2.
- Henri A. Favre; Warren H. Powell, ур. (2014). Nomenclature of Organic Chemistry: IUPAC Recommendations and Preferred Names 2013. Cambridge: The Royal Society of Chemistry. стр. 131.

## Spoljašnje veze
- Karta međunarodnog hemijskog društva 0283
- Fluoridi
- džepni vodič za hemijske hazarde
- 14917
- 144681
- 141165
- 144682
- Sagorevanje fluorovodonične kiseline